# شاهين ثاقبي
شاهين ثاقبي (25 أغسطس 1993 بأردبيل في إيران - ) هو لاعب كرة قدم إيراني في مركز الهجوم. شارك مع منتخب إيران تحت 23 سنة لكرة القدم. أما مع النوادي، فقد لعب مع نادي تراكتور سازي ونادي ملوان.

## وصلات خارجية
- شاهين ثاقبي على موقع قاعدة بيانات كرة القدم.إي يو (الإنجليزية)